# 맨헌트 (비디오 게임)
《맨헌트》는 록스타 노스 개발에 록스타 게임스 배급의 스텔스 기반 서바이벌 호러 비디오 게임이다. 플레이스테이션 2용으로 2003년 11월 18일 최초 출시 이래 마이크로소프트 윈도우, 엑스박스용으로 2004년 4월 20일 발매되었다. 게임은 플레이스테이션 네트워크를 통해 플레이스테이션 3과 플레이스테이션 4용으로 각각 2013년과 2016년에 재발매되었다. 플레이어는 제임스 얼 캐시(스피븐 윌퐁 분)를 조종한다. 영화 프로듀서로 활동한 언더그라운드 감독 라이오넬 스타크웨더(브라이언 콕스 분)를 위해 일련의 스너프 필름 제작에 관여하는 사형수가 바로 그다.
게임은 평론가에게 긍정적인 평가를 받았으며, 특히 어두운 분위기와 잔인한 특성에 점수를 얻었다. 게임은 큰 논란을 불러일으키기도 했다. 게임 내의 사실적인 폭력 수준 때문이었다. 각국에서 발매 금지되었으며 영국의 매체에서 살인 사건에 연루되었다는 의심을 받았다. 그러나 경찰과 법원이 이 연루를 이후 기각했다. 게임은 여러 상을 수상했으며 2007년에 후속작 《맨헌트 2》를 배출했다. 2008년 3월, 이 시리즈는 170만 장 판매된 것으로 확인되었다.

## 평가
| 평론 점수 평론사 점수 PC PS2 엑스박스 CGM [ 1 ] N/A N/A CGW [ 2 ] N/A N/A EGM N/A 6.83/10 [ 3 ] N/A 유로게이머 N/A 7/10 [ 4 ] 6/10 [ 5 ] 게임 인포머 N/A 9.25/10 [ 6 ] 9/10 [ 7 ] 게임 레볼루션 B [ 8 ] B [ 9 ] B [ 8 ] 게임프로 N/A [ 10 ] [ 11 ] 게임스팟 8.3/10 [ 12 ] 8.4/10 [ 13 ] 8.3/10 [ 12 ] 게임스파이 [ 14 ] [ 15 ] [ 16 ] 게임존 8/10 [ 17 ] 8.3/10 [ 18 ] 8.3/10 [ 19 ] IGN 8.3/10 [ 20 ] 8.5/10 [ 21 ] 8.3/10 [ 20 ] OPM (US) N/A [ 22 ] N/A OXM (US) N/A N/A 4.5/10 [ 23 ] PC 게이머 (US) 78% [ 24 ] N/A N/A Entertainment Weekly N/A A− [ 25 ] N/A Maxim N/A 10/10 [ 26 ] N/A 통합 점수 메타크리틱 75/100 [ 27 ] 76/100 [ 28 ] 74/100 [ 29 ] |        |         |          |
| 평론 점수 |        |         |          |
| 평론사 | 점수   | 점수    | 점수     |
| 평론사 | PC     | PS2     | 엑스박스 |
| CGM | [ 1 ]  | N/A     | N/A      |
| CGW | [ 2 ]  | N/A     | N/A      |
| EGM | N/A    | 6.83/10 | N/A      |
| 유로게이머 | N/A    | 7/10    | 6/10     |
| 게임 인포머 | N/A    | 9.25/10 | 9/10     |
| 게임 레볼루션 | B      | B       | B        |
| 게임프로 | N/A    | [ 10 ]  | [ 11 ]   |
| 게임스팟 | 8.3/10 | 8.4/10  | 8.3/10   |
| 게임스파이 | [ 14 ] | [ 15 ]  | [ 16 ]   |
| 게임존 | 8/10   | 8.3/10  | 8.3/10   |
| IGN | 8.3/10 | 8.5/10  | 8.3/10   |
| OPM (US) | N/A    | [ 22 ]  | N/A      |
| OXM (US) | N/A    | N/A     | 4.5/10   |
| PC 게이머 (US) | 78%    | N/A     | N/A      |
| Entertainment Weekly | N/A    | A−      | N/A      |
| Maxim | N/A    | 10/10   | N/A      |
| 통합 점수 |        |         |          |
| 메타크리틱 | 75/100 | 76/100  | 74/100   |